# Otello Buscherini
Otello Buscherini (Forlì, 19 gennaio 1949 – Scarperia, 16 maggio 1976) è stato un pilota motociclistico italiano.

## Carriera
Buscherini debutta come giovanissimo pilota privato il 27 marzo 1966, durante la Temporada romagnola sul circuito cittadino di Riccione, gara valida per la Classe 60 del Campionato Italiano Velocità, in sella a una Benelli 60 Super Privat. La moto è scarsamente competitiva, ma il suo innato talento di guida viene subito notato da Francesco Villa che gli affida la Mondial-Villa 60 Beccaccino, dotata del motore progettato con il tecnico tedesco Peter Dürr. Al termine della stagione viene ingaggiato dalla Minarelli, classificandosi al secondo posto nel Campionato. La stagione successiva viene disputata in esclusiva alla Minarelli, conquistando nuovamente la piazza d'onore, sempre alle spalle del compagno di marca Paolo Sottili.
La svolte decisiva nella carriera sportiva di Buscherini è rappresentata dal passaggio alla Malanca, dove stringe una forte amicizia con il figlio del proprietario, anima sportiva del neonato reparto corse, e diviene il pilota simbolo della piccola casa bolognese che, dopo la sua prematura morte, deciderà di ritirarsi dalle competizioni.
Esordiente nel Motomondiale 1970 al Gran Premio motociclistico di Germania nelle classi minori del motomondiale, la 50 e la 125, ha gareggiato fino al momento della sua morte anche nelle classi 250 e 350 utilizzando motociclette di varie case tra cui Honda, Derbi e Kreidler.
I suoi successi nei Gran Premi sono stati però conseguiti a bordo di Malanca (due vittorie in 125) e Bimota-Yamaha (una vittoria in 350).
Oltre che nelle competizioni ufficiali del campionato mondiale, Buscherini gareggiò nei campionati nazionali, conquistando vari titoli, e partecipò a varie altre competizioni storiche del periodo, quali ad esempio la Temporada Romagnola.
Morì in un incidente sul circuito del Mugello durante la gara della Classe 250 del Gran Premio motociclistico delle Nazioni.
Per celebrarne il ricordo, oltre a una associazione nata nel 2003, il comune di Forlì gli ha intitolato il Polisportivo Comunale Otello Buscherini.

## Risultati nel motomondiale

### Classe 50
| 1970 | Classe | Moto         |   |     |   |    |   |   |   |   |    |   |   |   |  | Punti | Pos. |
| ---- | ------ | ------------ | - | --- | - | -- | - | - | - | - | -- | - | - | - |  | ----- | ---- |
| 1970 | 50     | Honda e Itom | 6 | Rit | - | NE | - | - | - | - | NE | - | - | - |  | 5     | 18º  |

| 1972 | Classe | Moto    |  |    |    |   |    |   |  |  |   |    |  |    |   | Punti | Pos. |
| ---- | ------ | ------- |  | -- | -- | - | -- | - |  |  | - | -- |  | -- | - | ----- | ---- |
| 1972 | 50     | Malanca |  | NE | NE | 4 | NE | 3 |  |  | 3 | NE |  | NE | 7 | 32    | 5º   |

| 1973 | Classe | Moto    |    |    |     |   |    |   |   |   |    |   |    |   |  | Punti | Pos. |
| ---- | ------ | ------- | -- | -- | --- | - | -- | - | - | - | -- | - | -- | - |  | ----- | ---- |
| 1973 | 50     | Malanca | NE | NE | Rit | - | NE | - | - | - | NE | - | NE | - |  | 0     |      |

| 1974 | Classe | Moto    |   |  |    |   |    |  |  |   |  |  |  |  |  | Punti | Pos. |
| ---- | ------ | ------- | - |  | -- | - | -- |  |  | - |  |  |  |  |  | ----- | ---- |
| 1974 | 50     | Malanca | 3 |  | NE | 3 | NE |  |  | 5 |  |  |  |  |  | 26    | 8º   |

| Legenda | 1º posto        | 2º posto            | 3º posto            | A punti      | Senza punti        | Grassetto – Pole position Corsivo – Giro più veloce |
| Legenda | Gara non valida | Non qual./Non part. | Ritirato/Non class. | Squalificato | '-' Dato non disp. | Grassetto – Pole position Corsivo – Giro più veloce |

### Classe 125
| 1970 | Classe | Moto  |   |     |   |   |   |   |   |   |   |    |   |   |  | Punti | Pos. |
| ---- | ------ | ----- | - | --- | - | - | - | - | - | - | - | -- | - | - |  | ----- | ---- |
| 1970 | 125    | Villa | 5 | Rit | - | - | - | - | - | - | - | NE | - | - |  | 6     | 25º  |

| 1971 | Classe | Moto          |    |   |  |   |   |   |   |   |   |    |   |   |  | Punti | Pos. |
| ---- | ------ | ------------- | -- | - |  | - | - | - | - | - | - | -- | - | - |  | ----- | ---- |
| 1971 | 125    | Villa e Derbi | 12 | - |  | - | - | - | - | - | - | NE | - | 6 |  | 5     | 20º  |

| 1972 | Classe | Moto       |  |  |  |  |  |  |  |  |  |     |  |  |     | Punti | Pos. |
| ---- | ------ | ---------- |  |  |  |  |  |  |  |  |  | --- |  |  | --- | ----- | ---- |
| 1972 | 125    | Morbidelli |  |  |  |  |  |  |  |  |  | Rit |  |  | Rit | 0     |      |

| 1973 | Classe | Moto    |   |   |  |     |  |     |     |  |   |   |   |  |  | Punti | Pos. |
| ---- | ------ | ------- | - | - |  | --- |  | --- | --- |  | - | - | - |  |  | ----- | ---- |
| 1973 | 125    | Malanca | 6 | 4 |  | Rit |  | Rit | Rit |  | 1 | 4 | 1 |  |  | 51    | 6º   |

| 1974 | Classe | Moto    |   |  |   |     |    |   |   |     |    |   |    |   |  | Punti | Pos. |
| ---- | ------ | ------- | - |  | - | --- | -- | - | - | --- | -- | - | -- | - |  | ----- | ---- |
| 1974 | 125    | Malanca | 3 |  | 3 | Rit | NE | 2 | 5 | Rit | NE | 3 | SQ | 2 |  | 60    | 4º   |

| 1975 | Classe | Moto    |  |  |  |     |     |    |   |  |  |    |  |  |  | Punti | Pos. |
| ---- | ------ | ------- |  |  |  | --- | --- | -- | - |  |  | -- |  |  |  | ----- | ---- |
| 1975 | 125    | Malanca |  |  |  | Rit | Rit | NE | 6 |  |  | NE |  |  |  | 5     | 17º  |

| 1976 | Classe | Moto    |    |   |     |  |    |  |  |  |  |    |  |  |  | Punti | Pos. |
| ---- | ------ | ------- | -- | - | --- |  | -- |  |  |  |  | -- |  |  |  | ----- | ---- |
| 1976 | 125    | Malanca | NE | 3 | Rit |  | NE |  |  |  |  | NE |  |  |  | 10    | 14º  |

| Legenda | 1º posto        | 2º posto            | 3º posto            | A punti      | Senza punti        | Grassetto – Pole position Corsivo – Giro più veloce |
| Legenda | Gara non valida | Non qual./Non part. | Ritirato/Non class. | Squalificato | '-' Dato non disp. | Grassetto – Pole position Corsivo – Giro più veloce |

### Classe 250
| 1975 | Classe | Moto   |    |   |    |   |     |  |   |   |   |   |   |   |  | Punti | Pos. |
| ---- | ------ | ------ | -- | - | -- | - | --- |  | - | - | - | - | - | - |  | ----- | ---- |
| 1975 | 250    | Yamaha | NQ | - | NE | - | Rit |  | - | - | 2 | 3 | 2 | 5 |  | 40    | 7º   |

| 1976 | Classe | Moto   |     |    |   |  |    |  |  |  |  |    |  |  |  | Punti | Pos. |
| ---- | ------ | ------ | --- | -- | - |  | -- |  |  |  |  | -- |  |  |  | ----- | ---- |
| 1976 | 250    | Yamaha | Rit | NE | † |  | NE |  |  |  |  | NE |  |  |  | 0     |      |

| Legenda | 1º posto        | 2º posto            | 3º posto            | A punti      | Senza punti        | Grassetto – Pole position Corsivo – Giro più veloce |
| Legenda | Gara non valida | Non qual./Non part. | Ritirato/Non class. | Squalificato | '-' Dato non disp. | Grassetto – Pole position Corsivo – Giro più veloce |

### Classe 350
| 1975 | Classe | Moto          |  |  |  |  |  |  |  |    |    |  |   |   |  | Punti | Pos. |
| ---- | ------ | ------------- |  |  |  |  |  |  |  | -- | -- |  | - | - |  | ----- | ---- |
| 1975 | 350    | Bimota Yamaha |  |  |  |  |  |  |  | NE | NE |  | 1 | 2 |  | 27    | 8º   |

| Legenda | 1º posto        | 2º posto            | 3º posto            | A punti      | Senza punti        | Grassetto – Pole position Corsivo – Giro più veloce |
| Legenda | Gara non valida | Non qual./Non part. | Ritirato/Non class. | Squalificato | '-' Dato non disp. | Grassetto – Pole position Corsivo – Giro più veloce |